# International Geosphere-Biosphere Programme
Le Programme international géosphère-biosphère en anglais : International Geosphere-Biosphere Programme (IGBP) était un programme de recherche qui s'est déroulé de 1987 à 2015 destiné à l'étude du phénomène du changement global. Son objectif principal était de coordonner la recherche internationale sur les interactions à l'échelle mondiale et régionale entre les processus biologiques, chimiques et physiques de la Terre et leurs interactions avec les systèmes humains.
Le Conseil international des unions scientifiques, un organe de coordination des organisations scientifiques nationales, a lancé l'IGBP. Il a examiné l'ensemble du système terrestre, les changements qui se produisent et la manière dont les changements sont influencés par les actions humaines.
L'IGBP visait à décrire et à comprendre comment les processus physiques, chimiques et biologiques régulent le système terrestre. Il visait également à accroître les connaissances sur la façon dont les humains influencent les processus mondiaux, tels que le cycle du carbone, le cycle de l'azote, le cycle du soufre, le cycle de l'eau et le cycle du phosphore. Il fournit des connaissances scientifiques pour aider les sociétés humaines à se développer en harmonie avec l'environnement de la Terre.
La recherche de l'IGBP a été organisée autour de six projets représentant le système Terre - terre, atmosphère, océan et là où ils se rencontrent (terre-atmosphère, terre-océan, atmosphère-océan) et deux autres projets examinant le système Terre dans son ensemble: Past Global Changes (PAGES), qui s'intéresse au paléoclimat, et l'Analyse, Intégration et Modélisation du Système Terre (AIMES), qui contribue à définir l'agenda des modèles du système Terre, ainsi que quatre projets communs - carbone, eau, santé humaine et sécurité alimentaire – avec les trois autres programmes internationaux sur le changement global.
En 2004, l'IGBP a publié une synthèse historique, Global Change and the Earth System: A Planet Under Pressure (Steffen et al.). La synthèse indiquait que l'humanité était désormais le principal moteur du changement à l'échelle planétaire et que la Terre fonctionnait désormais dans un état non analogique. Les mesures des processus du système terrestre, passés et présents, ont conduit à la conclusion que la planète s'est déplacée bien en dehors de la plage de variabilité naturelle au cours du dernier demi-million d'années au moins.
De 2008 à 2015, Sybil Seitzinger a été directrice exécutive de l'IGBP.

## Projets PIGB
- Analyse, Intégration et Modélisation du Système Terre ( AIMES )
- Dynamique des écosystèmes océaniques mondiaux (GLOBEC)
- Projet foncier mondial (GLP) (en)
- Chimie atmosphérique globale internationale (IGAC) (en)
- Étude intégrée des processus de l'écosystème terrestre et de l'atmosphère (iLEAPS)
- Recherche intégrée sur la biogéochimie et les écosystèmes marins (IMBER)
- Interaction Terre-Océan dans la Zone Côtière ( LOICZ )
- Changements globaux passés ( PAGES )
- Étude de la basse atmosphère des océans de surface (SOLAS) (en)
- Histoire et avenir intégrés des peuples de la Terre (IHOPE)

## Projets conjoints de l'IGBP
- Projet carbone mondial
- Projet foncier mondial
- Changement environnemental global et santé humaine (GECHH)
- Changement environnemental mondial et systèmes alimentaires (GECAFS)
- Projet de système mondial d'approvisionnement en eau (GWSP)
- Initiative internationale sur l'azote

## Partenaires internationaux
- Partenariat sur la science du système terrestre Earth System Science Partnership
- Programme mondial de recherche sur le climat
- Diversitas
- Programme international sur les dimensions humaines International Human Dimensions Programme